# Карін Прінслу
Карін Прінслу (англ. Karin Prinsloo, 2 грудня 1989) — південноафриканська плавчиня.
Учасниця Олімпійських Ігор 2012 року.
Переможниця Африканських ігор 2011, 2015 років.